# Оганян, Карэн Геннадьевич
Карэ́н Генна́дьевич Оганя́н (25 июня 1982, Москва, СССР) — российский футболист, нападающий. Выступал за молодёжную сборную России.

## Карьера
Является воспитанником московского «ФШМ Торпедо». В 2000 году начал выступать за «Торпедо»-2. В 2001 сыграл 1 матч за основу «Торпедо» в чемпионате России. Всего за «Торпедо» провёл 15 матчей и забил 2 гола в чемпионате России. В 2003 году выступал за столичный клуб «Торпедо-Металлург». В феврале 2004 года подписал контракт с «Аланией» из Владикавказа.
В октябре 2005 года в статусе свободного агента перешёл в харьковский «Металлист». В чемпионате Украины дебютировал 30 октября 2005 года в домашнем матче против ужгородского «Закарпатья» (4:1). Всего в сезоне 2004/05 сыграл 4 матча в чемпионате Украины.
Позже перешёл в «КАМАЗ» из Набережных Челнов. В сезонах 2008 и 2009 играл на правах аренды в клубах «Звезда» (Иркутск) и «Волгарь-Газпром». В 2010 году выступал за «Аланию». Весной 2011 года вместе с Нариманом Гусаловым подписали контракт с клубом Латвийской Высшей лиги «Юрмала-VV». 1 августа 2011 года перешёл в «Луч-Энергию».